# Fill the Blank with Your Own Emptiness
Albums de Le Prince Miiaou
Safety First
(2009) Where is the Queen?
(2014)
Fill the Blank with Your Own Emptiness est le troisième album de l'auteur-compositrice-interprète française Le Prince Miiaou. Il est sorti le 28 mars 2011.

## Liste des titres
1. J'ai Deux Yeux
2. Be Silent
3. I Don't Know My Name
4. Bugs
5. Turn Me Off
6. A Story of Devotion
7. Fill The Blank With Your Own Emptiness (Part I)
8. Fill The Blank With Your Own Emptiness (Part II)
9. I Love Nobody
10. Hollow Hero
11. Down In The Wall
12. Easy Target
13. We Both Wait